# Giuseppe Bertolotti (militare)
Giuseppe Bertolotti (Gavardo, 8 maggio 1890 – Innsbruck, 29 dicembre 1917) è stato un militare italiano, insignito della medaglia d'oro al valor militare.

## Biografia
Figlio del pittore Cesare Bertolotti, si arruolò nel 1915 nel Regio esercito, e combatté  nella prima guerra mondiale, in servizio nel 2º Reggimento artiglieria terrestre "Vicenza", prima con il grado di sottotenente, poi come capitano. Si distinse nella battaglia sul monte Badenecche dove, al comando di una batteria da montagna, difese strenuamente la posizione italiana. Ferito in modo grave, fu preso prigioniero dagli austriaci e condotto all'ospedale di Innsbruck, dove perse la vita dopo pochi giorni.
Il 2 giugno 1921 gli fu conferita la medaglia d'oro al valor militare alla memoria.
Le sue lettere con la testimonianza della sua esperienza sul fronte di guerra furono raccolte in una pubblicazione edita per la prima volta nel 1923 a Firenze, con la prefazione di Giannino Antona Traversi, successivamente ristampata nel 2008.
A suo nome venne intitolata una caserma a Pontebba (UD) che fu sede dal 1951 al 1989 del Gruppo artiglieria da Montagna Belluno in forza alla Brigata alpina "Julia".

## Opera
Giuseppe Bertolotti, Lettere dal fronte del capitano Giuseppe Bertolotti, con prefazione di Giannino Antona Traversi, Firenze, Carpigiani & Zipoli, 1923.